# Álvaro Sierra
Álvaro Sierra Peña (* 4. April 1967 in Sogamoso) ist ein kolumbianischer Radrennfahrer.
Álvaro Sierra siegte 1998, 1999 und 2001 in der Vuelta a Boyacá. Er gewann 2003 beim Clasica Integración de la Guadua-Gobernación de Risaralda eine Etappe und konnte auch die Gesamtwertung für sich entscheiden. Auch beim Doble Copacabana Grand Prix Fides gewann er die Gesamtwertung und zwei Etappen. Außerdem gewann er noch zwei Teilstücke bei der Vuelta a Costa Rica und eine Etappe der Vuelta a Antioquia. Im nächsten Jahr gewann Sierra die Gesamtwertung des Clásica Club Deportivo Boyacá und eine Etappe mit Gesamtwertung bei der Vuelta a Cundinamarca. 2005 war er beim Doble Sucre Potosí G.P. zweimal erfolgreich und wurde auch Erster der Gesamtwertung. Bei der Vuelta a Boyacà gewann er ein Teilstück und beim Doble Copacabana Grand Prix Fides gewann er eine weitere Etappe, wie auch ein Jahr später. Außerdem gewann er 2006 zwei Etappen bei der Vuelta a Colombia.

## Erfolge
1991
- Gesamtwertung Vuelta a Colombia

1998
- Gesamtwertung Vuelta a Antioquia

2003
- zwei Etappen und Gesamtwertung Doble Copacabana Grand Prix Fides
- zwei Etappen Vuelta a Costa Rica

2005
- zwei Etappen und Gesamtwertung Doble Sucre Potosí G.P.
- eine Etappe Doble Copacabana Grand Prix Fides

2006
- zwei Etappen Vuelta a Colombia
- eine Etappe Doble Copacabana Grand Prix Fides

2008
- eine Etappe Vuelta a Bolivia

## Teams
- 1989–1990 Café de Colombia
- 1991–1992 Postobón
- 1993–1995 Gaseosas Glacial
- 1996 Glacial-Selle Italia
- 1997–1998 Lotería de Boyaca

- 2000 Aguardiente Nectar-Selle Italia (bis 31. März)

- 2004 05 Orbitel

| Personendaten    | Personendaten                 |
| ---------------- | ----------------------------- |
| NAME             | Sierra, Álvaro                |
| ALTERNATIVNAMEN  | Sierra Peña, Alvaro           |
| KURZBESCHREIBUNG | kolumbianischer Radrennfahrer |
| GEBURTSDATUM     | 4. April 1967                 |
| GEBURTSORT       | Sogamoso                      |